# 민음 지식의 정원
민음 지식의 정원은 민음인에서 출간한 인문학 교양 총서이다. 철학편은 6권, 서양사편은 11권이 출간되었다. 각 권의 내용은 소제목이기도 한 질문에 대답하는 형식으로 이뤄져 있다. 

## 목록

### 철학편
1. 이유선, 사회 철학 - 자유롭고 평등한 사회는 가능한가?, 2009년 (ISBN 9788994210025)
2. 편상범, 윤리학 - 행복은 도덕과 갈등하는가?, 2009년 (ISBN 9788994210032)
3. 홍은영, 성 철학 - 인간의 성적 욕망은 어떻게 생겨날까?, 2009년 (ISBN 9788994210049)
4. 황설중, 인식론 - 우리가 정말로 세계를 알 수 있을까?, 2009년 (ISBN 9788994210056)
5. 김화성, 형이상학 - 형이상학은 꼭 필요한가?, 2009년 (ISBN 9788994210063)
6. 이진남, 종교 철학 - 종교는 무엇이고 신은 어떤 존재일까?, 2009년 (ISBN 9788994210070)

### 서양사편
1. 정기문, 총론 - 역사란 무엇인가?, 2010년 (ISBN 9788994210513)
2. 정기문, 고대 - 로마는 어떻게 강대국이 되었는가?, 2010년 (ISBN 9788994210520)
3. 박용진, 중세 - 중세 유럽은 암흑 시대였는가?, 2010년 (ISBN 9788994210537)
4. 김원중, 근세 초 - 대항해 시대의 마지막 승자는 누구인가?, 2010년 (ISBN 9788994210544)
5. 남종국, 중세 - 지중해 교역은 유럽을 어떻게 바꾸었을까?, 2011년 (ISBN 9788994210841)
6. 장문석, 르네상스 시대 - 근대정신은 어떻게 탄생했을까?, 2011년 (ISBN 9788994210995)
7. 황대현, 중세 근대초 - 서양 기독교 세계는 왜 분열되었을까?, 2011년 (ISBN 9788960170810)
8. 임승휘, 근대 - 유럽의 절대 군주는 어떻게 살았을까?, 2011년 (ISBN 9788960170827)
9. 양희영, 근대 - 혁명은 왜 일어났을까?, 2013년 (ISBN 9788960173385)
10. 송충기, 현대 - 나치는 왜 유대인을 학살했는가?, 2013년 (ISBN 9788960173392)
11. 안효상, 현대 - 미국은 어떻게 만들어졌을까?, 2013년 (ISBN 9788960173408)